# Tsuki ga Kirei
Tsuki ga Kirei (月がきれい, Como a Lua é tão Linda; as the moon, so beautiful.) é uma série de televisão de anime de romance japonês de 2017 produzido pela Feel. Estreou no dia 6 de Abril de 2017 a 29 de Junho de 2017. A Funimation licenciou  a série na America do Norte.

## Sinopse
Kotaro Azumi e Akane Mizuno tornaram-se alunos do terceiro ano na escola e são colegas pela primeira vez. Eles põe-se em cargo do equipamento para o festival de esportes, e pouco a pouco aproximam-se através da LINE. Eles dois, com os seus companheiros estudantes, Chinatsu Nishio e Takumi Hira, relacionam-se com os seus companheiros através de entendimentos mútuos e os seus sentimentos. A medida que seu último ano na escola secundária está em  progressão o grupo supera os seus desafios para crescerem e terem conta da mudança neles mesmos.

## Personagens

### Principal
Kotarō Azumi (安曇 小太郎, Azumi Kotarō)
Voz de: Shōya Chiba (Japonês), Stephen Sanders (Português)
Akane Mizuno (水野 茜, Mizuno Akane)
Voz de: Konomi Kohara (Japonês), Apphia Yu (Português)
Takumi Hira (比良 拓海, Hira Takumi)
Voz de: Atsushi Tamaru (Japonês), Daman Mills (Português)
Chinatsu Nishio (西尾 千夏, Nishio Chinatsu)
Voz de: Rie Murakawa (Japonês), Megan Shipman (Português)

### Turma 3-1
erro em {{japonês}}: Texto em japonês ou romaji necessário (ajuda)
Voz de: Eishin Fudemura (Japonês), Brandon McInnis (Português)
erro em {{japonês}}: Texto em japonês ou romaji necessário (ajuda)
Voz de: Makoto Kaneko
erro em {{japonês}}: Texto em japonês ou romaji necessário (ajuda)
Voz de: Manaka Ishimi (Japonês), Kristen McGuire (Português)
erro em {{japonês}}: Texto em japonês ou romaji necessário (ajuda)
Voz de: Misono Suzuki (Japonês), Kristi Rothrock (Português)
erro em {{japonês}}: Texto em japonês ou romaji necessário (ajuda)
Voz de: Haruka Chisuga (Japonês), Bryn Apprill (Português)
erro em {{japonês}}: Texto em japonês ou romaji necessário (ajuda)
Voz de: Honoka Inoue
erro em {{japonês}}: Texto em japonês ou romaji necessário (ajuda)
Voz de: Yūya Hirose (Japonês), Austin Tindle (Português)
erro em {{japonês}}: Texto em japonês ou romaji necessário (ajuda)
Voz de: Mark Ishii (Japonês), Ben Phillips (Português)
erro em {{japonês}}: Texto em japonês ou romaji necessário (ajuda)
Voz de: Haruka Shiraishi (Japonês), Felecia Angelle (Português)
erro em {{japonês}}: Texto em japonês ou romaji necessário (ajuda)
Voz de: Kentarō Kumagai (Japonês), Aaron Dismuke (Português)
erro em {{japonês}}: Texto em japonês ou romaji necessário (ajuda)
Voz de: Mutsuki Iwanaka (Japonês), Ian Sinclair (Português)
erro em {{japonês}}: Texto em japonês ou romaji necessário (ajuda)
Voz de: Nao Tōyama (Japonês), Jamie Marchi (Português)

### Outros
erro em {{japonês}}: Texto em japonês ou romaji necessário (ajuda)
Voz de: Kazuo Oka (Japonês), Kent Williams (Português)
erro em {{japonês}}: Texto em japonês ou romaji necessário (ajuda)
Voz de: Kikuko Inoue (Japonês), Alex Moore (Português)
erro em {{japonês}}: Texto em japonês ou romaji necessário (ajuda)
Voz de: Mitsuo Iwata (Japonês), Sonny Strait (Português)
erro em {{japonês}}: Texto em japonês ou romaji necessário (ajuda)
Voz de: Chiwa Saito (Japonês), Monica Rial (Português)
erro em {{japonês}}: Texto em japonês ou romaji necessário (ajuda)
Voz de: Ryōko Maekawa (Japonês), Morgan Garrett (Português)

## Produção e desenvolvimento
Um anime original produzido pela "Feel" foi anunciado em Janeiro de 2017. Seiji Kishi é o realizador do anime enquanto Yūko Kakihara escreveu e supervisionou o roteiro do anime, e o Kazuaki Morita desenhou as personagens originais do anime. O Takurō Iga e o FlyingDog composeram a trilha sonora do  anime, respectivamente, enquanto Nagano serviu como produtor do anime. O anime estreou no dia 6 de Abril de 2017 na Tokyo MX e posteriormente na MBS, BS11 e na TVA depois terminou no dia 29 de Junho de 2017.  Nao Tōyama cantou ambas as músicas de abertura e de encerramento intituladas "Ima Koko" (イマココ) e "Tsuki ga Kirei" (月がきれい). Tōyama também cantou a música de fundo do episódio 3, intitulado "Hatsukoi" (初恋).
O site Crunchyroll estreou o anime fora da Ásia. A Funimation licenciou a série na America do Norte.

## Lista de episódios
| No.                                  | Título                                                                                   | Exibição original   |
| ------------------------------------ | ---------------------------------------------------------------------------------------- | ------------------- |
| 1                                    | "A Primavera e Momentos Difíceis" "Haru to Shura (春と修羅)"                             | 6 de Abril de 2017  |
| 2                                    | "Um Punhado de Areia" "Ichiaku no Suna (一握の砂)"                                       | 13 de Abril de 2017 |
| 3                                    | "Uivando à Lua" "Tsuki ni Hoeru (月に吠え)"                                              | 20 de Abril de 2017 |
| 4                                    | "Chuveiro" "Tōriame (通り雨)"                                                            | 27 de Abril de 2017 |
| 5                                    | "Coração" "Kokoro (こころ)"                                                              | 4 de Maio de 2017   |
| 6                                    | "Coram, Melos!" "Hashire Merosu (走れメロス)"                                            | 11 de Maio de 2017  |
| 6.5                                  | "Primeira Parte: O Caminho até Agora" "Zenhanshō Dōtei (前半抄「道程」)"                 | 18 de Maio de 2017  |
| Recapitulação dos episódios 1 até 6. |                                                                                          |                     |
| 7                                    | "Não Pegue Nada de Volta Quando Não Amares" "Oshiminaku Ai wa Ubau (惜しみなく愛は奪う)" | 25 de Maio de 2017  |
| 8                                    | "Vita Sexualis" "Wita Sekusuarisu (ヰタ・セクスアリス)"                                  | 1 de Junho de 2017  |
| 9                                    | "O Vento Levantou" "Kaze Tachinu (風立ちぬ)"                                             | 8 de Junho de 2017  |
| 10                                   | "O Pôr-do-Sol" "Shayō (斜陽)"                                                            | 15 de Junho de 2017 |
| 11                                   | "Um Encorajamento dos Estudos" "Gakumon no Susume (学問のすすめ)"                        | 22 de Junho de 2017 |
| 12                                   | "E Então?" "Sorekara (それから)"                                                         | 29 de Junho de 2017 |

## Ligações Externas
- «Página oficial» (em japonês)
- Tsuki ga Kirei (anime) na enciclopédia do Anime News Network (em inglês)
- Tsuki ga Kirei no IMDb